# Aiphanes duquei
Aiphanes duquei е вид растение от семейство Палмови (Arecaceae). Видът е уязвим и сериозно застрашен от изчезване.

## Разпространение
Разпространен е в Колумбия.